# Stridulum
Stridulum è un film del 1979, diretto da Giulio Paradisi.

## Trama
Una setta di adoratori del Male vorrebbe usare gli straordinari poteri paranormali di Kathy per un piano diabolico. Ma i governanti di un lontano pianeta incaricano un emissario affinché la pace sia mantenuta sulla Terra.

## Produzione
Si tratta di una co-produzione internazionale. Le scene esterne furono girate ad Atlanta, gli interni, invece, vennero ricreati negli studi De Paolis di Roma.
Sam Peckinpah, regista e solo occasionalmente attore, ebbe problemi, durante il set, a memorizzare il copione. Per questo motivo anche nella versione statunitense il cineasta americano è doppiato.
Lance Henriksen ebbe duri scontri con Giulio Paradisi. In una intervista, ha commentato negativamente la pellicola, ricordandola come «un pasticcio completo».

## Distribuzione
Distribuito nelle sale italiane il 22 marzo del 1979, la pellicola venne esportata all'estero, dove è conosciuta col titolo internazionale The Visitor.
Per i temi trattati e per i contenuti presenti, il film fu vietato, all'uscita, ai minori di 14 anni.
È stato edito in formato home video.

## Accoglienza
Fantafilm, dizionario specializzato nel genere di fantascienza, ritiene l'opera di Paradisi «assai modesta e confusa». Loda, invece, l'ottima interpretazione dell'intero cast.
La rivista Cineclandestino, al contrario, reputa il lungometraggio «una delle esperienze cinematografiche più alienanti degli anni ’70».
All'estero, il critico Bill Goodykoontz (The Arizona Republic) giudica positivamente Stridulum («stranamente avvincente»). Fernando Trueba, regista e critico spagnolo, recensisce in modo negativo il film: «logica e paura sono scarse, The Visitor non è credibile».